# Lasioglossum extraordinarium
Lasioglossum extraordinarium är en biart som först beskrevs av Kohl 1908.  Lasioglossum extraordinarium ingår i släktet smalbin, och familjen vägbin. Inga underarter finns listade i Catalogue of Life.